# Sabanejewia balcanica
Sabanejewia balcanica är en fiskart som först beskrevs av Stanko Karaman 1922.  Sabanejewia balcanica ingår i släktet Sabanejewia och familjen nissögefiskar. IUCN kategoriserar arten globalt som livskraftig. Inga underarter finns listade i Catalogue of Life.